# Мікрорайон Лісний (Слов'янськ)
Мікрорайон Лісний (до 2016 року Артема) — один із житлових районів Слов'янська. Розташований у західній частині міста між селищем Мирне (із заходу), мікрорайонами Північний (з півночі) та Сонячний (зі сходу).

## Історія
Забудова території розпочалася у 1966 році, що є офіційною датою заснування мікрорайону, проте фактично ділянка органу самоорганізації населення — комітету мікрорайону, створеного рішенням міської ради у грудні 2016 року.
На початку  існування мікрорайон «Лісний» охоплював територію лише південніше вулиці Генерала Батюка, а вище були мікрорайони Артема та Комсомольський, що межували вулицею Вільною, праворуч — Комсомольський, ліворуч — Артема. Мікрорайон Комсомольський змінював назву декілька разів — мав назву «ЦНІЛ», на честь наукової лабораторії (нині — НДІВН), «Молодіжний», на честь молодіжного студентського містечка ДДПУ (тоді СДПУ). Наразі можна почути назву Молодіжний(ка) та назву зупинки «Молодіжна», проте у 2016 році, на виконання Закону України про декомунізацію, житлові масиви Лісний та Артема об'єднано в Лісний мікрорайон, а «Комсомольський» — став ЖЕУ № 3.
22 липня 2025 року, близько 04:40, окупанти завдали авіаудари по житлових кварталах міста. Перше влучання зафіксоване у дорожнє покриття у мікрорайоні «Лісний», друге сталося в центрі міста. Поранення зазнали п'ятеро осіб, пошкоджені 5 багатоповерхівок, адміністративна будівля та 10 автівок.

## Комітет мікрорайону Лісний
24 грудня 2016 року рішенням Слов'янської міської ради № 37-XIX-7 було утворено комітет мікрорайону Лісний.
З утворенням в місті військово-цивільної адміністрації 26 травня 2021 року, діяльність комітету припинена.